# رود دورون
رود دورون رودی است که به Moray Firth می‌ریزد. این رود از کشور بریتانیا می‌گذرد.